# Groupe dual de Langlands
En mathématiques, et plus particulièrement en théorie des représentations, le groupe dual de Langlands LG d'un groupe algébrique réductif G (également appelé L-groupe de G) est un groupe qui contrôle la théorie des représentations de G. Si G est défini sur un corps k, alors LG est une extension du groupe de Galois absolu de k par un groupe de Lie complexe. Il existe également une variante appelée forme de Weil du L-groupe, où le groupe de Galois est remplacé par un groupe de Weil. Ici, la lettre L dans le nom indique également le lien avec la théorie des fonctions L, en particulier les fonctions L automorphes. Le dual de Langlands a été introduit par Robert P. Langlands en 1967 dans une lettre à André Weil.
Le L-groupe est largement utilisé pour formuler les conjectures de Langlands émises par Robert Langlands. Il est utilisé pour rendre précises les idées selon lesquelles les formes automorphes sont en un sens fonctorielles en le groupe G lorsque k est un corps global. Ce n'est pas exactement par rapport à G que les formes et représentations automorphes sont fonctorielles, mais son dual LG. Cela donne un sens à de nombreux phénomènes, tels que le transfert de formes d'un groupe à un autre plus grand, et au fait général que certains groupes qui deviennent isomorphes après des extensions de corps ont des représentations automorphes liées entre elles.

## Définition pour les corps séparablement fermés
À partir d'un groupe algébrique réductif sur un corps séparablement fermé K, on peut construire sa donnée radicielle (en) (X*, Δ, X*, Δv), où X* est le réseau des caractères d'un tore maximal, X* le réseau dual (formé par les sous-groupes à 1 paramètre), Δ l'ensemble des racines et Δv l'ensemble des coracines. Un groupe algébrique réductif connexe sur K est déterminé de manière unique (à isomorphisme près) par sa donnée radicielle. Une racine radicielle contient légèrement plus d'informations que le diagramme de Dynkin, vu qu'elle détermine également le centre du groupe.
Pour toute donnée radicielle (X*, Δ, X*, Δv), on peut définir une donnée racine duale (X*, Δv, X*, Δ) en permutant le réseau des caractères avec celui des sous-groupes à 1 paramètre et en échangeant les racines avec les coracines.
Si G est un groupe algébrique réductif connexe sur le corps algébriquement clos K, alors son groupe dual de Langlands LG est le groupe réductif connexe complexe dont la donnée radicielle est duale de celle de G.
Exemples : Le groupe dual de Langlands LG a le même diagramme de Dynkin que G, sauf que les composantes de type Bn sont remplacées par des composantes de type Cn et vice versa. Si G a un centre trivial alors LG est simplement connexe, et si G est simplement connexe alors LG a un centre trivial. Le dual de Langlands de GLn(K) est GLn(C).

## Définition pour les groupes sur des corps plus généraux
Supposons maintenant que G soit un groupe réductif définie sur un corps k ayant une fermeture séparable K. Sur K, G a une donnée radicielle, et elle est munie d'une action du groupe de Galois Gal(K/k). La composante neutre LGo du L-groupe est le groupe réductif complexe connexe de la donnée radicielle duale ; elle admet une action induite du groupe de Galois Gal(K/k). Le L-groupe complet LG est le produit semi-direct
LG = LGo × Gal(K/k)
de la composante neutre avec le groupe de Galois.
Il existe quelques variantes dans la définition du L-groupe, que l'on décrit ici.
- Au lieu d'utiliser le groupe de Galois de la fermeture séparable Gal(K/k) entier, on peut simplement utiliser le groupe de Galois d'une extension finie sur laquelle G est scindé. Le produit semi-direct correspondant n'a alors qu'un nombre fini de composantes et c'est un groupe de Lie complexe.
- Supposons que k soit un corps local, global ou fini. Au lieu d'utiliser le groupe Galois absolu de k, on peut utiliser le group de Weil absolu, qui admet une application naturelle vers le groupe Galois et agit donc également sur la donnée radicielle. Le produit semi-direct correspondant est appelé la forme de Weil du L-groupe.
- Pour les groupes algébriques G sur des corps finis, Deligne et Lusztig ont introduit un groupe dual différent. Comme précédemment, G détermine une donnée radicielle munie d'une action du groupe de Galois absolu du corps fini. Le groupe dual G* est alors le groupe algébrique réductif sur le corps fini associé à la donnée racine duale et à l'action induite du groupe de Galois. (Ce groupe dual est défini sur un corps fini, tandis que la composante neutre du groupe dual de Langlands est définie sur les nombres complexes.)

## Applications
Très grossièrement, les conjectures de Langlands expriment que si G est un groupe algébrique réductif sur un corps local ou global, alors il existe une correspondance entre les « bonnes » représentations de G et les morphismes d'un groupe de Galois (ou groupe de Weil ou groupe de Langlands) dans le groupe dual de Langlands de G. Une formulation plus générale des conjectures est la fonctorialité de Langlands, d'après laquelle, en gros, pour un morphisme (satisfaisant à certaines conditions) entre les groupes duaux de Langlands, il devrait y avoir une application induite entre les « bonnes » représentations des groupes correspondants.
Pour rendre cette théorie explicite, il faut définir le concept de L-morphisme d'un L-groupe dans un autre. Autrement dit, les L-groupes doivent être transformés en catégorie, pour que la « fonctorialité » ait un sens. La définition des groupes de Lie complexes se passe comme on peut s'y attendre mais les L-morphismes doivent être définis « au-dessus » du groupe de Weil.